# 陸軍武功徽章
陸軍武功徽章（りくぐんぶこうきしょう）は、太平洋戦争（大東亜戦争）後期の1944年（昭和19年）12月7日に制定された大日本帝国陸軍の栄章。武功章とも略される。

## 沿革
ヨーロッパ諸国の軍事勲章（英: Military Order）が戦争継続中でも随時叙勲が行われるのに対し、当時の日本において戦死者以外に対する金鵄勲章の叙勲は、原則として戦争終了後に行われる論功行賞の結果により実施されていた。また、戦場にて顕著な働きのあった将兵に対してその都度授与される各種の戦功章（英: Military decoration）がほとんどの国の軍隊では制定されているが、これも日本では定められていなかった。しかし、大東亜戦争の長期化により、前線で戦い続ける将兵の功績を顕彰する制度がないことに不都合が生じるようになり、1944年12月7日に「陸軍武功徽章令」（昭和19年12月7日軍令陸第18号）により陸軍武功徽章が制定された。同令第1条では、軍司令官クラス以上の長官は、武功抜群の者に対して戦闘直後に陸軍武功徽章を与えることが出来るとされ、その権限は師団長もしくは師団長に準ずる所管長官に委譲することが出来るとされていた。
武功徽章には甲種と乙種が定められ、甲種は陸海軍感状授与規定により個人として表彰を受けた者へ、乙種は甲種に及ばないながらも表彰することが適当である者へ、それぞれ授与することとされた（同令第3条）。
武功徽章は、縦が50mm、横が40mmの寸法で、古代の楯を縦横に交差させた十字形の鉄地金の中央に銀色の鉾と旗が配され、金色の「武功」の文字が入る意匠であった。また楯や裏面の色は甲種が銀色なのに対し、乙種が赤銅色と区別された（同令附図）。当時同盟国であったドイツの鉄十字章の影響を受けており、佩用式および着用規定も一級鉄十字章のそれに近く、勲章と異なり飛行服にも着用された（同令第6条）。
『B29撃墜記』によると、同書著者で元陸軍大尉の樫出勇が最初の陸軍武功徽章受章者とされる。
また、海軍にも、1944年にマリアナ沖海戦に参加した少なくとも1名のパイロットが武功章を授与されている。

## 陸軍武功徽章受章者
甲種
- 鷲見忠夫

乙種
- 樫出勇
- 佐々木勇
- 大房洋次郎
- 小川誠
- 小林照彦
- 吉田好雄

不明
- 市川忠一
- 木村貞光
- 中野松美
- 四宮徹